# Digonis aspersa
Digonis aspersa is een vlinder uit de familie van de spanners (Geometridae). De wetenschappelijke naam van de soort is voor het eerst geldig gepubliceerd in 1882 door Arthur Gardiner Butler.